# گیبن (نبراسکا)
گیبن(به انگلیسی: Gibbon) شهری در ایالت نبراسکا کشور ایالات متحده آمریکا است که جمعیت آن در سرشماری سال ۲۰۱۰ میلادی، ۱٬۸۳۳ نفر بوده‌است.